# Championnat du monde de badminton par équipes féminines 2008
Navigation
Sendai et Tokyo 2006 Kuala Lumpur 2010
La 22e édition du championnat du monde de badminton par équipes féminines, appelé également Uber  Cup, a eu lieu du 11 au 18 mai 2008 à Jakarta en Indonésie.
La Chine a remporté la compétition pour la 11e fois (6e victoire consécutive).

## Format de la compétition
49 nations participent à l'Uber Cup. À l'issue d'une phase de qualifications continentales, 10 équipes accèdent à la phase finale où elles sont rejointes par le tenant du titre et le pays organisateur qui sont qualifiés d'office.
Ces 12 nations sont placées dans 4 poules de 3 équipes, en fonction du classement mondial des joueurs qui les composent. Les 3 équipes s'affrontent sur 2 jours.
Le 1er de chaque poule est qualifié directement pour les quarts de finale, les 8 autres équipes jouent des play-offs pour attribuer les 4 places restantes.
Chaque rencontre se joue en 5 matches : 3 simples et 2 doubles qui peuvent être joués dans n'importe quel ordre (accord entre les équipes).

## Qualifications
| Confédération          | Afrique                               | Amériques                      | Asie | Europe | Océanie                    |
| ---------------------- | ------------------------------------- | ------------------------------ | --- | --- | -------------------------- |
| Date                   | 18 au 22 février                      | 16 au 18 février               | 18 au 24 février                                                                                          | 12 au 17 février | 8 février                  |
| Lieu                   | Rose Hill                             | Campinas                       | Hô-Chi-Minh-Ville                                                                                         | Almere | Nouméa                     |
| Nombre de participants | 4                                     | 4                              | 11 | 28 | 2                          |
| Pays participants      | Afrique du Sud Égypte Maurice Nigeria | Brésil Canada États-Unis Pérou | Cambodge Corée du Sud Hong Kong Inde Japon Malaisie Singapour Sri Lanka Taipei chinois Thaïlande Viêt Nam | Allemagne Angleterre Autriche Belgique Biélorussie Bulgarie Danemark Écosse Espagne Estonie Finlande France Irlande Islande Italie Lituanie Norvège Pays-Bas Pays de Galles Pologne Portugal Tchéquie Russie Slovaquie Suède Suisse Turquie Ukraine | Australie Nouvelle-Zélande |
| Qualifié(s)            | Afrique du Sud                        | États-Unis                     | Corée du Sud Hong Kong Japon Malaisie                                                                     | Allemagne Danemark Pays-Bas | Nouvelle-Zélande           |

## Tournoi final

### Localisation de la compétition
Les épreuves se sont déroulées au Senayan Sports Complex de Jakarta.

### Participants
Les pays sont qualifiés à l'issue de compétitions continentales. Le tenant du titre et le pays hôte sont qualifiés d'office.
| Confédération   | Qualifié(s)                           |
| --------------- | ------------------------------------- |
| Asie            | Corée du Sud Hong Kong Japon Malaisie |
| Afrique         | Afrique du Sud                        |
| Europe          | Allemagne Danemark Pays-Bas           |
| Océanie         | Nouvelle-Zélande                      |
| Amérique        | États-Unis                            |
| Tenant du titre | Chine                                 |
| Pays hôte       | Indonésie                             |

### Phase préliminaire
3 matches sont joués dans chaque poule respectivement les 11 et 12 mai.
| Qualifié pour les quarts de finale |

### Phase finale

#### Tableau final
|  | Play-offs      | Play-offs |                  |              | Quarts de finale | Quarts de finale |        |        | Demi-finales | Demi-finales |  |  | Finale | Finale |
|  |                |           |                  |              |                  |                  |        |        |              |              |  |  |        |        |
|  |                |           |                  |              | 14 mai           |                  |        |        |              |              |  |  |        |        |
|  | 13 mai         |           |                  |              |                  |                  |        |        |              |              |  |  |        |        |
|  | Chine          | 3         |                  |              |                  |                  |        |        |              |              |  |  |        |        |
|  | Chine          | 3         | Nouvelle-Zélande | 0            | 15 mai           | 15 mai           |        |        |              |              |  |  |        |        |
|  |                | Pays-Bas  | Nouvelle-Zélande | 0            | 15 mai           | 15 mai           | 2      |        |              |              |  |  |        |        |
|  | Pays-Bas       | Pays-Bas  | 3                |              | Chine            | 3                | 2      |        |              |              |  |  |        |        |
|  | Pays-Bas       | 14 mai    | 3                |              | Chine            | 3                |        |        |              |              |  |  |        |        |
|  | 13 mai         | 13 mai    |                  | Corée du Sud | 1                |                  |        |        |              |              |  |  |        |        |
|  | 13 mai         | 13 mai    | Corée du Sud     | Corée du Sud | 1                | 3                |        |        |              |              |  |  |        |        |
|  | Malaisie       | 3         | Corée du Sud     |              |                  | 3                | 17 mai | 17 mai |              |              |  |  |        |        |
|  | Malaisie       | 3         |                  | Malaisie     | 1                |                  | 17 mai | 17 mai |              |              |  |  |        |        |
|  | Japon          | 0         |                  | Malaisie     | 1                | Chine            | 3      |        |              |              |  |  |        |        |
|  | Japon          | 0         | 14 mai           |              |                  | Chine            | 3      |        |              |              |  |  |        |        |
|  | 13 mai         | 13 mai    |                  | Indonésie    | 0                |                  |        |        |              |              |  |  |        |        |
|  | 13 mai         | 13 mai    | Danemark         | Indonésie    | 0                | 0                |        |        |              |              |  |  |        |        |
|  | Allemagne      | 3         | Danemark         | 15 mai       | 15 mai           | 0                |        |        |              |              |  |  |        |        |
|  | Allemagne      | 3         |                  | 15 mai       | 15 mai           | Allemagne        | 3      |        |              |              |  |  |        |        |
|  | Afrique du Sud | 0         |                  | Allemagne    | 1                | Allemagne        | 3      |        |              |              |  |  |        |        |
|  | Afrique du Sud | 0         | 14 mai           | Allemagne    | 1                |                  |        |        |              |              |  |  |        |        |
|  | 13 mai         | 13 mai    |                  | Indonésie    | 3                |                  |        |        |              |              |  |  |        |        |
|  | 13 mai         | 13 mai    | Indonésie        | Indonésie    | 3                | 3                |        |        |              |              |  |  |        |        |
|  | Hong Kong      | 3         | Indonésie        |              |                  | 3                |        |        |              |              |  |  |        |        |
|  | Hong Kong      | 3         |                  | Hong Kong    | 0                |                  |        |        |              |              |  |  |        |        |
|  | États-Unis     | 0         |                  | Hong Kong    | 0                |                  |        |        |              |              |  |  |        |        |
|  | États-Unis     | 0         |                  |              |                  |                  |        |        |              |              |  |  |        |        |